# 朱慈燭
益王朱慈燭（？—？），明朝第六代益王益定王朱由木的兒子。他在永曆四年（1650年）三月襲封益王。
永曆十六年（1662年），南明滅亡，朱慈燭不知所終，後來由長兄益先王朱慈𤆃的嫡第一子朱和壐襲封益王。